# オーギュスト・ジャン＝ガブリエル・ド・コランクール
オーギュスト・ジャン＝ガブリエル・ド・コランクール（仏: Auguste Jean-Gabriel de Caulaincourt、1777年9月16日 - 1812年9月7日）は、フランス革命戦争、ナポレオン戦争期の騎兵指揮官。最終階級は師団将軍。ボロジノの戦いにおける伝説的な武功で知られる。実兄にナポレオンの側近として活躍したアルマン・ド・コランクールがいる。

## 生涯
コランクールは1777年、コランクールに生まれ、1792年に兄の後を追って軍に入隊した。そして、次々と軍功を立て1794年には少尉にまで登り詰めた。
1795年にバイェ将軍の副官となり、竜騎兵部隊を率いて、ライン方面で活躍した。その後、スイス方面軍のマッセナ将軍配下となり、1799年の第二次チューリッヒ戦争に参戦した。一連の活躍により、分隊長に昇進した。
1804年、コランクールはルイ・ボナパルトの将官付き副官に任命され、竜騎兵連隊長に昇進し、1805年のアウステルリッツの戦いに参戦した。
翌年の1806年からは再びルイの副官として活躍した。ルイはこの時オランダ王となっていた。
1808年、コランクールは旅団長に任命され、男爵位を授与された。
同年に勃発した半島戦争では竜騎兵旅団を率いて7月3日にクエンカを占領した。その後、ゲリラ部隊を次々と鎮圧した。一連の活躍で師団長に昇進し、スペイン方面軍の竜騎兵連隊の統括を担った。
1810年にフランスに召還され、ロシア遠征軍に編入された。
2年後の1812年、ボロジノの戦いが勃発した。コランクールはこの戦いで戦況を左右する決定的な働きをしたが、それと引き換えに自らの命を失った。

## ボロジノでの活躍
コランクールはボロジノの戦いで、「堡塁を騎兵で制圧する。」という偉業を打ち立てた。これは前代未聞の出来事であった。
戦いの様子は以下の通りである。
戦後、ナポレオンはこの活躍に対し、
と絶賛した。